# Ирландская королевская академия
Ирландская королевская академия (англ. Royal Irish Academy, общепринятое сокращение — RIA, ирл. Acadamh Ríoga na hÉireann) — общеирландская независимая академическая организация, целью которой является поощрение исследований и прогресса в точных, гуманитарных и общественных науках. Ирландская королевская академия является одним из крупнейших научных обществ и культурных учреждений Ирландии. На данный момент в ней — 404 избранных члена. Академия была учреждена в 1785 году, в 1786 получила королевскую хартию.

## Членство
Избрание в члены Ирландской королевской академии является высшей степенью признания научной значимости в Ирландии. Члены академии используют после своего имени сокращение MRIA (Член Ирландской королевской академии). Критерием избрания является значительный вклад в научные исследования, подтверждённый опубликованными работами кандидата. В настоящее время ежегодно в академию избирается двадцать человек, поровну представителей гуманитарных и точных наук. Членом академии могут стать только учёные, постоянно проживающие в Ирландии.
Почётными членами академии могут стать учёные, которые внесли значительный вклад в свою научную дисциплину, но не проживают в Ирландии. Кандидат в почётные члены должен быть предложен, по крайней мере, двумя действительными членами Академии. Почётные члены академии используют сокращение Hon. MRIA (Почётный член Ирландской королевской академии). Почётными членами Ирландской королевской академии избирались Д. И. Менделеев, П. Л. Капица, И. П. Павлов, И. М. Гельфанд и другие русские учёные.

## Издательские проекты
Академия ведёт значительное количество исследовательских проектов и публикует значительное количество научных журналов и книг. В настоящее время под эгидой академии публикуются шесть журналов, в том числе Ériu.

## Библиотека
Библиотека академии обладает крупнейшей в мире коллекцией рукописей на древнеирландском языке и является одним из важнейших центром изучения истории Ирландии, ирландского языка, археологии и истории науки в Ирландии. Среди наиболее примечательных рукописей в библиотеке — так называемый «Катах» («Боец»), псалтырь VI века, по легенде, переписанная святым Колумбой. Академия также получила в наследство или приобрела библиотеки многих известных деятелей науки и искусства, в том числе Томаса Мура и Осборна Бёргина.

## Комитеты
В 1950-х годах в академии начали формироваться специальные комитеты по отдельным научным дисциплинам. Сейчас основной целью комитетов академии является вырабатывание стратегической линии развития отдельных научных дисциплин, организация общественных выступлений, таких, как лекции и интервью, выделение грантов на отдельные исследовательские проекты. Комитеты академии состоят как из действительных членов, так и из других учёных, в том числе представителей университетов, исследовательских институтов, правительственных агентств, иногда — предпринимателей.

### Комитеты по точным наукам
- Astronomy and Space Research
- Chemical and Physical Sciences
- Climate Change
- Engineering Sciences
- Geography
- Geosciences
- History of Irish Science
- Life Sciences
- Mathematical Sciences
- Praeger
- Union of Radio Science

### Комитеты по гуманитарным и общественным наукам
- Archaeology
- Biblical and Near Eastern Studies
- Greek and Latin Studies
- Historical Sciences
- History of Irish Science
- International Affairs
- Irish Literatures in English
- Léann na Gaeilge
- Modern Language, Literary and Cultural Studies
- Philosophy
- Social Sciences

### Исследовательские проекты
- The Digital Humanities Observatory (DHO)
- Dictionary of Irish Biography (DIB)
- Dictionary of Medieval Latin from Celtic Sources (DMLCS)
- Documents on Irish Foreign Policy (DIFP)
- Foclóir na nua-Ghaeilge (Dictionary of Modern Irish)
- Irish Historic Towns Atlas (IHTA)
- New Survey of Clare Island(NSCI)
- The Origins of the Irish Constitution (OIC)

## Здание
В 1852 Ирландская королевская академия переехала в дом № 19 по Доусон-стрит в Дублине, который занимает и сейчас (обычно его называют «Домом Академии»). В здании, построенном в середине XVIII века, сохранилась декоративная лепнина; зал для совещаний, дизайн которого был разработан в 1854 году Фредериком Кларендоном, теперь используется для конференций, выставок и встреч с общественностью. В «Доме Академии» хранились многие исторические реликвии Ирландии, в том числе так называемая «Брошь из Тары» и «Чаша из Арда»; в 1890 году академия передала свою коллекцию Национальному музею Ирландии.

## Управление
Управление делами академии осуществляют президент и совет. Они избираются ежегодно на собрании 16 марта. Обычный срок полномочий президента — три года. Члены совета избираются из секций точных и гуманитарных наук. Совет академии формирует политику учреждения и рекомендует новых кандидатов в действительные члены.
Исполнительный комитет исполняет решения совета и занимается повседневными делами академии. Членами исполнительного комитета по должности являются президент, старший вице-президент, секретарь, казначей, секретари по науке, исполнительный секретарь, секретарь по международным связям и представитель сотрудников.